# Сигнатура (математическая логика)
Сигнату́ра в математической логике и универсальной алгебре — набор символов, специфических для конкретной системы и определяющих её формальный язык. Формально, сигнатура {\displaystyle \Sigma =(R,F,C,\rho )} — это набор множеств, в котором:
- {\displaystyle R} — множество символов для отношений (предикатов),
- {\displaystyle F} — множество функциональных символов,
- {\displaystyle C} — множество символов констант,
- Функция {\displaystyle \rho }, сопоставляющая элементам {\displaystyle R} и {\displaystyle F} их арность.

Сигнатура характеризует алгебраическую систему (алгебру или модель), определяя из каких символов могут состоять её выражения и каким образом они могут быть сконструированы.